# Violetta Napierska

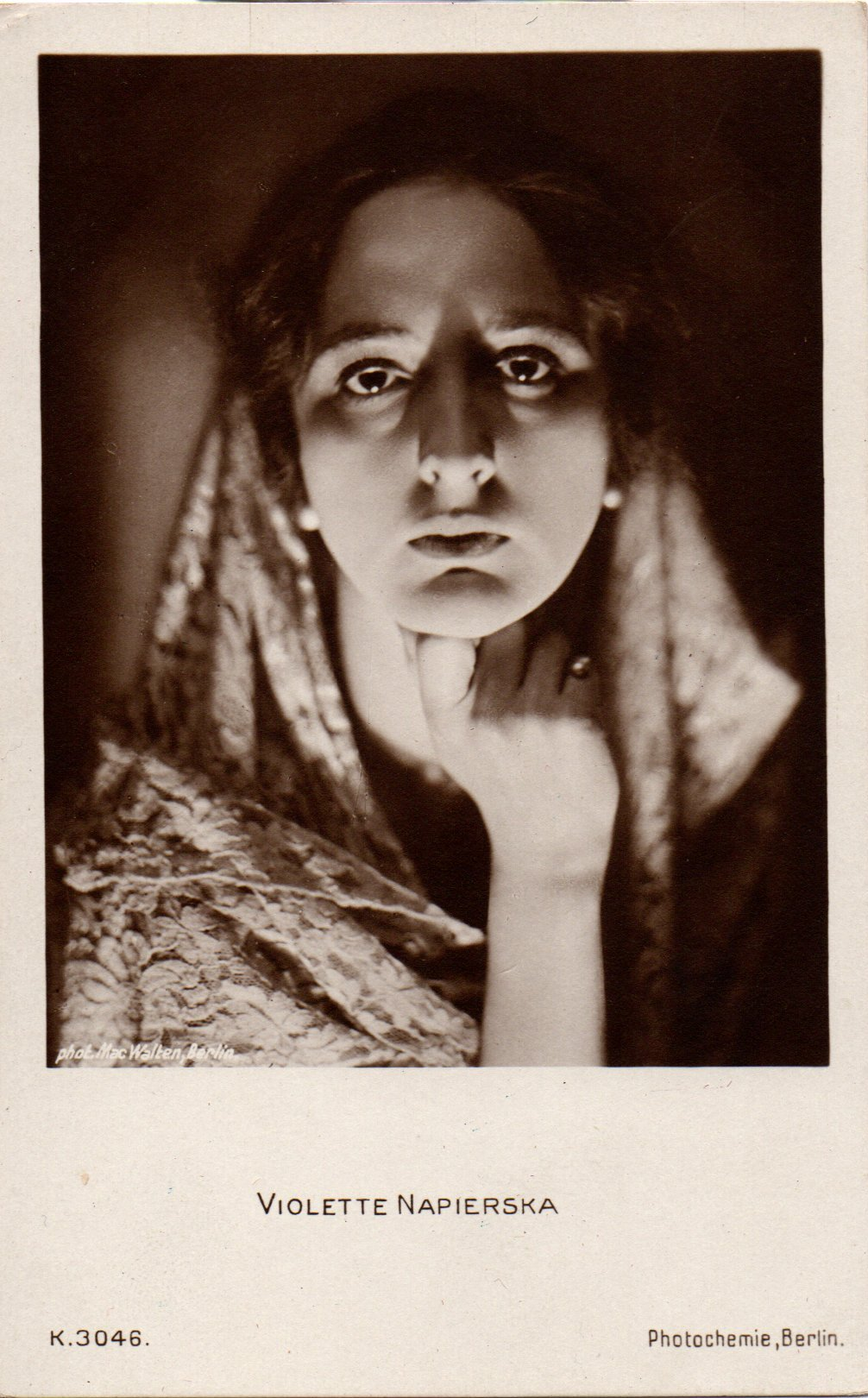
Violetta Napierska, um 1920

Violetta Napierska (auch Violette Napierska; * 19. Juli 1900 als Violette Bertha Théodora Amélie Louise Ella Bella Heermann in Genf; † 18. September 1985 in Rocca di Papa) war eine deutsch-italienische Tänzerin und Filmschauspielerin.

## Leben und Wirken
Die Tochter des badischen Majors und späteren Oberstleutnants Victor Heermann und seiner Frau Maria, geb. Hanewinckel, kam in Genf zur Welt, wohin ihre Eltern kurz zuvor von Mannheim übersiedelt waren. Ihre Kindheit verbrachte sie in der Schweiz und Frankreich. Durch ihren Vater, der nach Beendigung seiner Militärlaufbahn als Cellist an der Pariser Oper wirkte, kam sie in Kontakt mit der Bühnenwelt. Nachdem sie Tanzunterricht bei Isadora Duncan erhalten hatte, wurde sie in das Ensemble der Opéra-Comique in Paris aufgenommen. Als Reichsdeutsche wurde sie 1914 bei Ausbruch des Ersten Weltkriegs zunächst interniert, ehe sie in die Schweiz ausreisen konnte. Während der Kriegsjahre tanzte sie Benefizaufführungen zugunsten des Roten Kreuzes. 1919 unternahm sie eine Tournee durch die Schweiz und gab – nunmehr als Violetta Napierska – Gastspiele in Karlsruhe, Baden-Baden und am Nationaltheater Mannheim.
Inzwischen als Tänzerin in Deutschland etabliert, stieß Violetta Napierska 1919 in Berlin zum Stummfilm. Hier wurde sie häufig von Richard Eichberg als Konterpart der Hauptdarstellerin Lee Parry besetzt und stand zusammen mit Bela Lugosi vor der Kamera, der ihr ein Liebesgedicht gewidmet haben soll. Mehrfach filmte sie zudem unter der Regie von Franz Osten für die Emelka. Nach ihrer Heirat mit dem italienischen Filmproduzenten Giovanni Seyta beendete Violetta Napierska ihre kurzlebige deutsche Filmkarriere und kehrte mit ihrem Mann nach Paris zurück. In der französischen Hauptstadt konnte sie als Filmschauspielerin nicht mehr Fuß fassen, sondern trat wieder vermehrt als Tänzerin in Erscheinung. 1932 gründete sie mit Achille Nani die Filmgesellschaft Exim-Films, an der ihr Mann als Geschäftsführer beteiligt war.
Gegen Ende der 1930er-Jahre ließ sich Violetta Napierska mit ihrem Mann in dessen italienischer Heimat nieder und besorgte dort – nun wieder als Viola Heermann – bei einigen Filmproduktionen die Choreografie. Nur sporadisch war sie noch selbst auf der Leinwand zu sehen, so 1947 im Melodram Fürstin Waldenburgs letzte Liebe und schließlich 1955 in Wandel des Herzens mit dem 16-jährigen Mario Girotti (= Terence Hill) in der Hauptrolle. Nach dem Zweiten Weltkrieg leitete die Wahlitalienerin außerdem die Accademia Coreografica Italiana im Gebäude der Associazione Artistica Internazionale in Rom.
Violetta Napierska lebte mit ihrem Mann in der südöstlich von Rom gelegenen Stadt Albano Laziale. Seit 1977 verwitwet, starb sie 1985 in der Klinik Madonna del Tufo im benachbarten Rocca di Papa.
Der Violinist Hugo Heermann war ein Onkel von Violetta Napierska.

## Trivia
Der Name der US-amerikanischen Band Darling Violetta bezieht sich auf die Lyrik, die Bela Lugosi für Violetta Napierska geschrieben haben soll.

## Filmografie
als Darstellerin
- 1919: Hypnose
- 1919: Nonne und Tänzerin
- 1919: Sünden der Eltern
- 1919: Jettatore
- 1919: Sklaven fremden Willens
- 1920: Das Geständnis vor dem Tode
- 1920: Die ungültige Ehe
- 1920: Dem Wellengrab entronnen
- 1920: Die Tochter der Arbeit
- 1920: Im Rausche der Milliarden
- 1920: Die Abenteuer der Marquise von Königsmarck
- 1920: Sybil Joung
- 1920: Der Tod des Großfürsten
- 1921: Die Kette der Schuld
- 1921: Der Verfluchte
- 1921: Der Tod in Venedig
- 1921: In der Schlinge des Inders
- 1922: Ihre Hoheit die Tänzerin
- 1923: Die närrische Wette des Lord Aldini
- 1923: Der Fechter von Ravenna
- 1923: Der Mitternachtszug
- 1923: Die graue Macht
- 1926: Le p'tit Parigot
- 1935: La coqueluche de ces dames
- 1936: Cuor di vagabondo
- 1947: Fürstin Waldenburgs letzte Liebe (Il cavaliere del sogno)
- 1955: Wandel des Herzens (La vena d'oro)